# Алерамо, Сибилла
Сибилла Алерамо (итал. Sibilla Aleramo, настоящее имя Марта Феличина Фаччо (итал. Marta Felicina Faccio), сокращённо Рина; 14 августа 1876, Алессандрия — 13 января 1960, Рим) — итальянская писательница и феминистка, лауреат Премии Виареджо. Наиболее известна своими автобиографическими описаниями жизни итальянской женщины в конце XIX века.

## Биография
Сибилла Алерамо родилась в провинции Алессандрия и при рождении получила имя Рина Фаччо (итал. Rina Faccio). В 16 лет она была вынуждена уйти из школы и выйти замуж за мужчину, который изнасиловал её. После попытки самоубийства нашла пристанище от суицидальных мыслей в гуманитарной деятельности и написании статей.
В 1899 году семья переехала в Рим, где муж занялся коммерческим бизнесом, а Рина Фаччо вращалась в политических и художественных кругах, создавая произведения феминистической и гомосексуальной тематики. Ей было поручено руководство социалистическим еженедельником «L'Italia donne», и она познакомилась с влиятельными лидерами ИСП вроде Анны Кулишёвой и Филиппо Турати.
Она также участвовала в женских организациях, участвовала в демонстрациях за избирательное право для женщин и борьбу с проституцией, волонтёрила в ночлежке для бездомных и начала отношения с поэтом Гульельмо Феличе Дамиани. 1901 году Алерамо приняла решение оставить мужа и сына и перебраться в Милан, что позже описала в своей первой книге.
Алерамо принимала участие в создании народных школ в Римской области. Переписывалась с М. Горьким и М.Ф. Андреевой, с которыми она познакомилась в 1912 году в Сорренто. Была знакома с Вячеславом Ивановым. Дружила с врачом, писательницей и переводчицей Ольгой Синьорелли (Ресневич) (Olga Signorelli).  
В 1908 году на одном из женских съездов Алерамо встретилась с Кордулой Линой Полетти, и их лесбийская связь, продолжавшаяся в течение одного года, легла в основу нового романа Алерамо «Переход» (итал. Il passaggio). Личная переписка Алерамо с Полетти позже начала представлять интерес для исследователей, поскольку обе женщины высказывали непредвзятое мнение по поводу гомосексуальных отношений.
Алерамо стала одной из наиболее выдающихся итальянских феминисток. В 1925 году она подписала Манифест антифашистских интеллектуалов, однако в ситуации нищеты и давления в 1929 году пошла на компромисс с фашистским режимом, встретилась с Муссолини и получила доступ в Итальянскую академию.
В пожилом возрасте путешествовала по Европе, после Второй мировой войны вступила в Итальянскую коммунистическую партию и сотрудничала в газете «Унита». В 1948 году участвовала во Всемирном конгрессе интеллигенции в защиту мира в польском Вроцлаве. Была активной участницей общества «Италия — СССР». В 1952 году посетила Советский Союз. Умерла в возрасте 83 лет в Риме после долгой болезни.

## Образ в кинематографе
В 2002 году режиссёром Микеле Плачидо был снят фильм «Путешествие под названием любовь» (итал. Un viaggio chiamato amore), в котором описывается роман Алерамо с поэтом Дино Кампаной.

## Переводы на русский язык
- Бесправная // Образование, 1907. № 2а-6.
- Сибилла Алерамо Стихи. Перевод с итальянского В.Соловьева. Предисловие Б. Всеволодова. М., 1952. — 40 с.